# Aïr-Festival
Das Aïr-Festival (französisch: Festival de l'Aïr) ist eine jährlich stattfindende Folklore-Veranstaltung im Aïr-Gebirge in Niger.
Das dreitägige Festival wurde durch Initiative des nigrischen Tourismusministeriums gegründet. Die ersten sechs Ausgaben fanden von 2001 bis 2006 alljährlich Ende Dezember in Iferouane statt. Ab 2007 wurde die Veranstaltung wegen der schlechten Sicherheitslage auf Grund der Tuareg-Rebellion ausgesetzt. Im Januar 2010 fand die siebte Festivalausgabe im zur Gemeinde Tchirozérine gehörenden Dorf Agarouss statt. 
Das Aïr-Festival umfasst traditionelle Musik-, Tanz- und Poesie-Darbietungen, Kamelrennen und mehrere Schönheitswettbewerbe. Es ist gleichzeitig ein wichtiges jährliches Zusammentreffen der Tuareg-Anführer.